# 紅紫柄小菇
紅紫柄小菇，分布於世界各地，屬口蘑科，色通常為淡紅至暗紅色。另外，該種野菇也是常見木棲腐生的小型菇類，生長於春夏季的中海拔林區，數天生，肉質稍脆，雖可食用但因體積小，食用價值低。